# Frankfurter Societäts-Medien

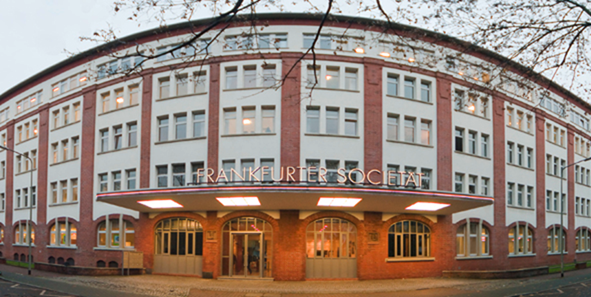
Verlagshaus der Frankfurter Societät in der Frankenallee

Die Frankfurter Societäts-Medien GmbH (Eigenbezeichnung: Mediengruppe Frankfurt) ist ein diversifiziertes und digitales Medienhaus mit Sitz in Frankfurt am Main (Hessen Deutschland). Seit 2018 ist die Frankfurter Societäts-Medien GmbH ein Tochterunternehmen der Zeitungsholding Hessen. Zuvor gehörte sie zur Frankfurter Societät.

## Geschichte
Die FAZIT-Stiftung organisierte 2011 ihre Beteiligungen im Medienbereich neu und gründete für ihre Beteiligungen die Frankfurter Societät als Holdinggesellschaft. In der Frankfurter Societäts-Medien GmbH wurden die Tageszeitung und in der Frankfurter Societäts-Druckerei GmbH die Druckereien zusammengefasst.

## Zeitungen
Folgende Tageszeitungen gibt die Frankfurter Societäts-Medien GmbH heraus:
- Frankfurter Neue Presse
  - Höchster Kreisblatt
  - Nassauische Neue Presse
  - Rüsselsheimer Echo
  - Taunus-Zeitung
- Gießener Allgemeine Zeitung
  - Alsfelder Allgemeine
- Offenbach-Post
  - Hanau-Post
  - Langener Zeitung
- Wetterauer Zeitung

## Beteiligungen
An den folgenden Unternehmen ist die Frankfurter Societäts-Medien GmbH beteiligt:
- FSM Mediendienste GmbH (100 %)
  - Rüsselsheimer Echo
- RheinMainMedia (74,9 %)
- dpa Deutsche Presse-Agentur GmbH (0,9 %)